# 2 Pułk Łączności (II RP)

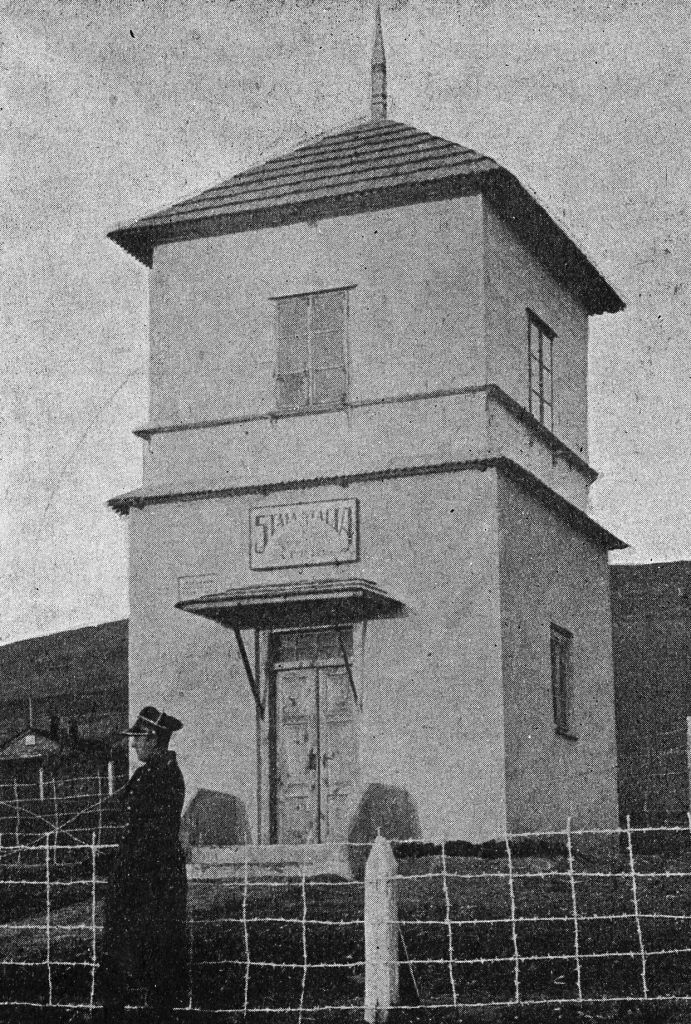
Stacja gołębi pocztowych

2 Pułk Łączności (2 płącz) – oddział łączności Wojska Polskiego II RP.

## Historia pułku
2 pułk łączności stacjonował na terenie trzech okręgów korpusów: V, VI i X.
W czerwcu 1924 roku została wprowadzona nowa organizacja pokojowa wojsk łączności, w ramach której rozformowano 3 pułk łączności i sformowano pułk radiotelegraficzny. Ze składu pułku został wyłączony II batalion radiotelegraficzny i kadra kompanii zapasowej tegoż batalionu. Obie jednostki stacjonujące w Żurawicy zostały włączone w skład pułku radiotelegraficznego. Dotychczasowy dowódca II batalionu radiotelegraficznego kpt. łącz. inż. Kazimierz Goebel został przydzielony do Oddziału IV Sztabu Generalnego, natomiast pełniący obowiązki komendanta kadry kompanii zapasowej por. łącz. Józef Chebda został przeniesiony do pułku radio.
19 maja 1927 roku Minister Spraw Wojskowych marszałek Polski Józef Piłsudski ustalił i zatwierdził dzień 29 czerwca, jako datę święta pułkowego.

## Organizacja pokojowa pułku w 1923 roku
Organizacja pokojowa pułku w 1923 roku
- dowództwo pułku w Jarosławiu
- V batalion telegraficzny
- VI batalion telegraficzny
- X batalion telegraficzny
- II batalion radiotelegraficzny w Żurawicy
- kadra kompanii zapasowej V batalionu telegraficznego w Krakowie
- kadra kompanii zapasowej VI batalionu telegraficznego we Lwowie
- kadra kompanii zapasowej X batalionu telegraficznego w Żurawicy
- kadra kompanii zapasowej II Batalionu Radiotelegraficznego w Żurawicy
- 2 specjalna kompania telegraficzna
- pluton lokalny telegraficzny
- stacja gołębi pocztowych w Krakowie
- stacja gołębi pocztowych we Lwowie
- stacja gołębi pocztowych w Żurawicy

W skład dowództwa wchodził sztab i sekcja administracyjno-taborowa. Ponadto przy dowództwie pułku funkcjonował warsztat i skład techniczny.
Dowódca pułku podlegał bezpośrednio szefowi wojsk łączności Okręgu Korpusu Nr X. Dowódcy pułku podlegali bezpośrednio dowódcy batalionów telegraficznych i dowódca batalionu radiotelegraficznego oraz dowódcy kompanii telegraficznych specjalnych. W sprawach wyszkolenia i technicznych dowódca pułku miał dwóch pomocników: oficera telegrafii i oficera telegrafii. Ponadto we wszystkich sprawach, a w szczególności sprawach administracyjnych, pomocnikiem dowódcy pułku był jego zastępca.
Kadry kompanii zapasowych telegraficznych i kadra kompanii zapasowej radiotelegraficznej składały się z dowództwa kadry, magazynu okręgowego, warsztatu okręgowego i sekcji taborowej. Do każdej kadry została przydzielona, pod względem ewidencyjnym stała stacja gołębi pocztowych. Komendant kadry, pod względem służbowym, podlegał dowódcy okręgu korpusu, na obszarze którego kadra stacjonowała. Z dowódcą pułku komendant kadry „pozostawał w ścisłym porozumieniu”. Dowódca pułku i dowódca batalionu miał prawo inspekcjonowania kadry, po uprzednim poinformowaniu o tym dowódcy okręgu korpusu.

## Kadra 2 Pułku Łączności
Dowódcy pułku
- mjr łącz. Andrzej Stręk (p.o. 1923[5] – VI 1924 → dowódca I baonu[6])
- ppłk łącz. Zenon Nosowicz (VI 1924[7] -IV 1929 → dowódca 3 Grupy Łączności)
- ppłk łącz. Stefan Franciszek Popiel (od IV 1929)
- ppłk Gustaw Ferdynand Ombach

Zastępcy dowódcy pułku
- mjr łącz. Stefan Franciszek Popiel (29 V 1923[8] – VI 1924 → kwatermistrz[6])
- ppłk łącz. Zygmunt Zygmuntowicz (VI[6] – XII 1924[9])
- mjr / ppłk łącz. dr Józef Seruga (I 1925[10] – VI 1926[11] → szef łączności DOK V)
- mjr łącz. Stefan Franciszek Popiel (1928 – IV 1929 → dowódca pułku)
- ppłk łącz. Wacław Świętochowski (od VII 1929[12])

Kwatermistrzowie
- mjr łącz. Stefan Franciszek Popiel (od VI 1924)

Dowódcy V baonu
- kpt. łącz. Leon Antoni Wysocki (od VI 1924[7])

Dowódcy VI baonu
- kpt. łącz. Józef Barycki (p.o. od 29 V 1923[8])

Dowódcy X baonu
- kpt. łącz. Edward Wolski (1923[5])

Komendanci kadry kompanii zapasowej V baonu
- kpt. łącz. Wiktor Jakub Bernacki (1923[5])

Komendanci kadry kompanii zapasowej VI baonu
- kpt. łącz. Franciszek Maksymilian Jaeschke (1923[5])

Komendanci kadry kompanii zapasowej X baonu
- por. łącz. Alfred Kurmański (1923[5])

Oficerowie
- ppłk łącz. Teofil Mazur (nadetatowy)
- mjr łącz. Stanisław Rausz (dowódca II batalionu 1927-1929)
- mjr łącz. Jan Kaczmarek
- mjr łącz. inż. Antoni Krzyczkowski
- kpt. łącz. adiutant sztabowy Zdzisław Jarosz-Kamionka
- por. łącz. Florian Cerkaski
- ppor. rez. łącz. Stanisław Wajda

## Odznaka pułkowa
14 lipca 1928 Minister Spraw Wojskowych, marszałek Polski Józef Piłsudski zatwierdził wzór i regulamin odznaki pamiątkowej 2 płącz. Odznaka o wymiarach 40x40 mm ma kształt srebrnego równoramiennego krzyża pokrytego czarną emalią. W centrum niebieski medalion z cyfrą „2” w srebrnym wieńcu. Między ramionami srebrne błyskawice. Krzyż nałożony jest na złoconą tarczę słoneczną. Odznaka oficerska, trzyczęściowa, wykonana w srebrze, emaliowana. Wykonawcą odznak byli Zjednoczeni Grawerzy z Warszawy.